# لواء عسير
لواء عسير  أحد ألوية ولاية اليمن في العهد العثماني يقع شمال الولاية ويحده من الشمال ولاية الحجاز ويمتد مع سواحل البحر الأحمر ويتصل بلواء الحديدة جنوبا.

## تاريخ
قسمت الدولة العثمانية ما كانت تحكمه من اليمن (ولاية اليمن) إلى أربعة ألوية (لواء صنعاء ولواء تعز ولواء الحديدة ولواء عسير)، وكان كل لواء يشمل عدة أقضية:
- لواء عسير ومخاليفه :
  - ومركزه مدينة أبها وهي مركز قضاء أبها أيضا ويشمل إلى جانبها أقضية:
    1. قضاء محايل.
    2. قضاء رجال ألمع
    3. قضاء بني شهر.
    4. قضاء غامد.
    5. قضاء صبيا.
    6. قضاء القنفذة.

حيث أن القضاء الواحد يشمل عادة على ناحيتين أو ثلاث، وتتكون الناحية من عدة عزل، وتختلف من حيث كثرتها من ناحية إلى أخرى، وتتكون العزلة من عدد غير محدود من القرى، وكان يسمى الحاكم العثماني في اليمن (والي) ، ومقر حكمة (ولاية) ، وكان يسمى حاكم اللواء (متصرف) وحاكم القضاء (قائم مقام).